# Duotones
Duotones – album saksofonisty Kenny’ego G, wydany w 1986 roku. Uplasował się on na szczycie notowania Contemporary Jazz Albums, na pozycji #2 listy Jazz Albums, a także #6 Billboard 200 i #8 R&B/Hip-Hop Albums.

## Lista utworów
1. „Songbird” - 5:03
2. „Midnight Motion” - 4:08
3. „Don't Make Me Wait for Love” - 4:05
4. „Sade” - 4:20
5. „Champagne” - 4:45
6. „What Does It Take (To Win Your Love)” - 4:06
7. „Slip of the Tongue” - 4:53
8. „Three of a Kind” - 4:46
9. „Esther” - 5:24
10. „You Make Me Believe” - 5:19

## Single
| Rok  | Tytuł                                  | Pozycje na listach    | Pozycje na listach                  | Pozycje na listach |
| Rok  | Tytuł                                  | US Adult Contemporary | US Hot R&B/Hip-Hop Singles & Tracks | US Hot 100         |
| ---- | -------------------------------------- | --------------------- | ----------------------------------- | ------------------ |
| 1986 | „Don't Make Me Wait for Love”          | #2                    | #17                                 | #15                |
| 1986 | „What Does It Take (To Win Your Love)” |                       | #15                                 |                    |
| 1987 | „Songbird”                             | #3                    | #23                                 | #4                 |